# Eva Pilarová

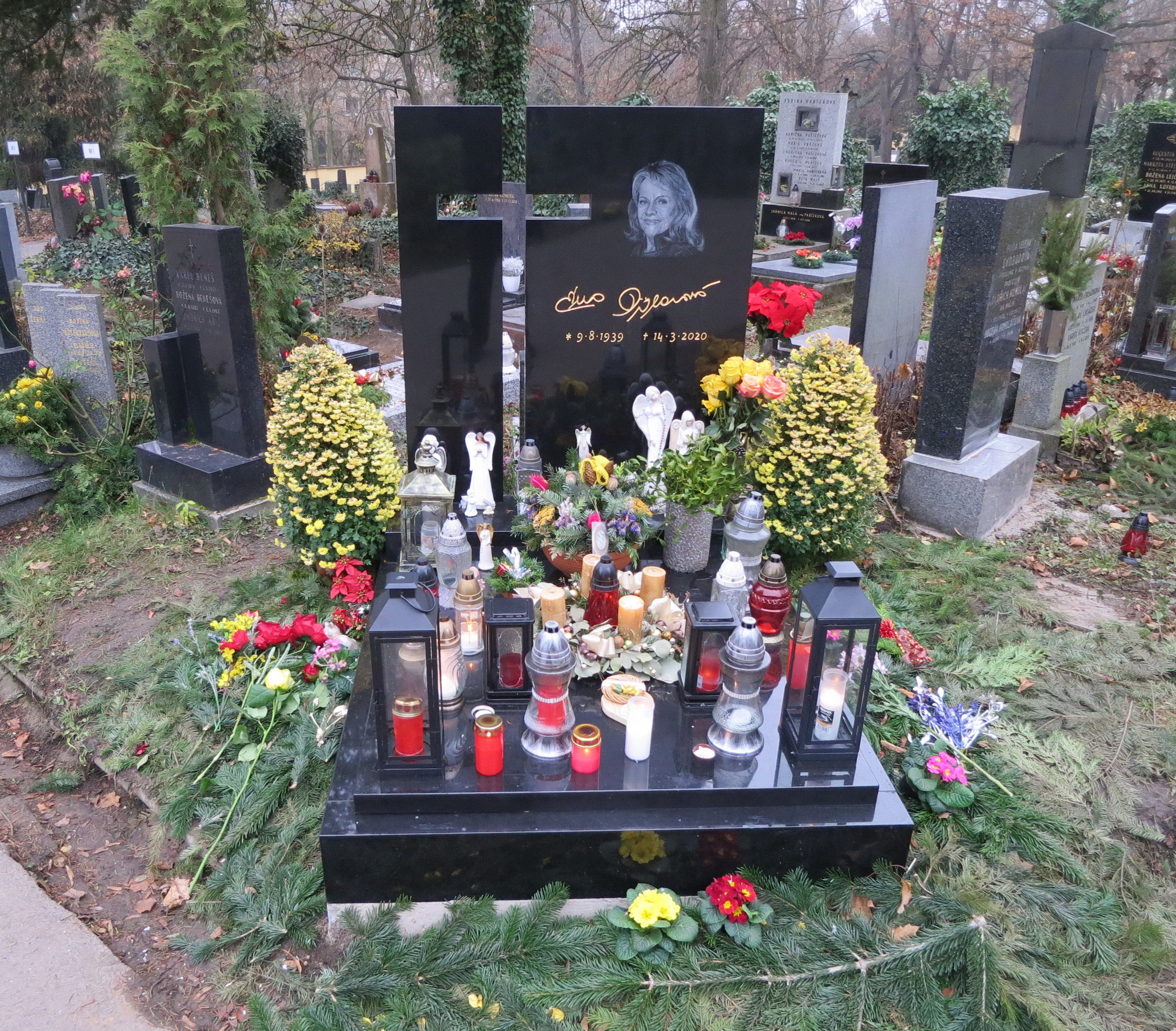
Grób Evy Pilarovéj na cmentarzu Malvazinky

Eva Pilarová (ur. jako Eva Bojanovská 9 sierpnia 1939 w Brnie, zm. 14 marca 2020 w Pradze) – czeska piosenkarka.
Trzykrotnie zwyciężyła w ankiecie Złoty Słowik. W 2009 r. została odznaczona Medalem Za Zasługi.
Była także fotografką. Jej dorobek obejmuje również książki kucharskie.
Zmarła w 2020 w Pradze. Została pochowana na cmentarzu Malvazinky.